# Kolokoba
Kolokoba è un comune rurale del Mali facente parte del circondario di Sikasso, nella regione omonima.
Il comune è composto da 14 nuclei abitati:
- Bowara
- Diassaba
- Dozanso
- Kaniéna
- Kolokoba
- Kolokodéni
- Lobouara
- Loupiasso
- Missasso
- N'Gondaga
- Nampilizidougou
- Niantasso
- Sanzana
- Zanadougou